# BOV M16 Miloš
BOV M16 Miloš — сербский многоцелевой бронированный автомобиль с колесной формулой 4x4, используемый военными и правоохранительными органами. Он имеет V-образное днище, сварной броневой корпус и сиденья с защитой от взрыва для защиты пассажиров от наземных мин и самодельных взрывных устройств (СВУ). M16 Miloš впервые был публично представлен на выставке IDEX 2017 в Абу-Даби, ОАЭ.

## Конструкция
M16 Miloš базируется на шасси с самонесущим корпусом и имеет современные силовые агрегаты с трансмиссией T700, разработанные компаниями Timoney и Texelis, с независимой системой подвески, которая обеспечивает высокую подвижность в любых условиях местности и погодных условий, что позволяет достичь максимальной боевой массы в 14 тонн. С использованием двадцатидюймовых алюминиевых дисков автомобиль получает клиренс в 420 мм, что обеспечивает высокую мобильность и лучшую проходимость по бездорожью. M16 Milos может преодолевать склоны с крутизной до 60%, двигаться по боковым склонам с крутизной до 30% и успешно преодолевать траншеи шириной до 0,9 м. Может пересечь водоёмы глубиной в 1 метр без подготовки. Автомобиль имеет радиус поворота 9 метров. Стандартный вариант боевой машины вмещает восемь человек экипажа, из которых четыре члена размещаются в кормовой части машины. Быстрая высадка и посадка осуществляется через заднюю гидравлическую аппарель или заднюю дверь. Участники в передней части автомобиля имеют доступ к четырем стандартным боковым дверям.
M16 Miloš может использоваться для выполнения многочисленных тактических задач и может быть оснащен различными видами вооружения и другого специализированного оборудования, включая системы кондиционирования воздуха и РХБ защиты, современное оборудование связи, командно-информационную систему, радар для слежения за наземными или воздушными целями, камеры ночного видения, тепловизионные и другие камеры.
Различные типы задач включают в себя патрулирование, разведку, командную машину, транспортные и вспомогательные подразделения для специальных операций, таких как пограничный и территориальный контроль и многие другие задачи.

### Двигатель и трансмиссия
В передней части машины установлен дизельный двигатель Cummins ISB 300 в сочетании с автоматической коробкой передач Allison 3500SP. В такой конфигурации максимальная скорость автомобиля может превышать 110 км/ч.

### Защита
Корпус выполнен из специальной листовой стали. Базовая броня дает несколько разных уровней защиты в различных частях техники:
- Защита III уровня STANAG 4569 (спереди).
- Защита III уровня STANAG 4569 (с других сторон).
- Противоминная защита уровней IIa и IIb STANAG 4569 (днище).

Дополнительная баллистическая защита может быть обеспечена за счет комбинирования баллистических пластин дополнительной брони в зависимости от ее назначения. Модульная броневая характеристика обеспечивает быструю замену поврежденных пластин в полевых условиях.
Колеса имеют функцию "безопасных шин" от Tyron  с центральной системой подкачки шин, обеспечивающую подвижность автомобиля до 50 км в случае серьезного повреждения шин.

## Вооружение
На крыше машины может быть установлен дистанционно управляемый боевой модуль M15 , оснащенный пулемётом калибра 12,7мм, который может применяться по наземным целям на расстоянии до 2000 м и до 1500 м по воздушным целям. Помимо боевого модуля на крыше машины в стандартной комплектации установлено 6 автоматических дымовых гранатометов. Боевой модуль M15 имеет лазерный дальномер, дневной/ночной прицел через соответствующие камеры и широкоугольную камеру для наблюдения за полем боя. В 2019 году была представлена версия боевого модуля с шестиствольным пулемётом Minigun.
Могут быть размещены различные типы турелей с ручным или автоматическим и дистанционным управлением, в том числе оснащенные пулеметами разного калибра и/или гранатометами, дальнобойными противотанковыми управляемыми ракетными комплексами, а также зенитно-ракетными комплексами. Оптоэлектронные тепловизионные, телевизионные и радиолокационные системы могут быть установлены на отдельных телескопических мачтах с разной высотой при развертывании. Помимо возможных различных башен, машина имеет 5 амбразур для ведения огня из личного оружия при противозасадных действиях и смотровые люки с баллистической защитой.

## Варианты
- Машина общего назначения и патрулирования.
- Санитарная машина.
- Противотанковая машина; оснащенная ПТРК Корнет[8] или Нова[9][10].
- Артиллерийская боевая машина разведки и управления батареями со встроенным артиллерийским радиопеленгатором и другими системами наблюдения и управления огнем для различных видов артиллерийских частей; версия, используемая Национальной гвардией Кипра.[4]

## Операторы
- Кипр - Национальная гвардия республики использует 8 BOV M16 в качестве артиллерийских боевых машин разведки и управления батареей состоящей из 24 САУ Nora B-52.[11][12]
- Сербия
  - Вооружённые силы
    - Сухопутные войска - 20 единиц[8][13]
    - 72-я бригада специальных операций - 10 единиц[14][15]

  - Полиция
    - Жандармерия
    - Специальная антитеррористическая группа[16]